# SSTR5
SSTR5 (англ. Somatostatin receptor 5) – білок, який кодується однойменним геном, розташованим у людей на короткому плечі 16-ї хромосоми. Довжина поліпептидного ланцюга білка становить 364 амінокислот, а молекулярна маса — 39 202.
| 10         |  | 20         |  | 30         |  | 40         |  | 50         |
| ---------- |  | ---------- |  | ---------- |  | ---------- |  | ---------- |
| MEPLFPASTP |  | SWNASSPGAA |  | SGGGDNRTLV |  | GPAPSAGARA |  | VLVPVLYLLV |
| CAAGLGGNTL |  | VIYVVLRFAK |  | MKTVTNIYIL |  | NLAVADVLYM |  | LGLPFLATQN |
| AASFWPFGPV |  | LCRLVMTLDG |  | VNQFTSVFCL |  | TVMSVDRYLA |  | VVHPLSSARW |
| RRPRVAKLAS |  | AAAWVLSLCM |  | SLPLLVFADV |  | QEGGTCNASW |  | PEPVGLWGAV |
| FIIYTAVLGF |  | FAPLLVICLC |  | YLLIVVKVRA |  | AGVRVGCVRR |  | RSERKVTRMV |
| LVVVLVFAGC |  | WLPFFTVNIV |  | NLAVALPQEP |  | ASAGLYFFVV |  | ILSYANSCAN |
| PVLYGFLSDN |  | FRQSFQKVLC |  | LRKGSGAKDA |  | DATEPRPDRI |  | RQQQEATPPA |
| HRAAANGLMQ |  | TSKL       |  |            |  |            |  |            |

A: Аланін

C: Цистеїн

D: Аспарагінова кислота

E: Глутамінова кислота

F: Фенілаланін

G: Гліцин

H: Гістидин

I: Ізолейцин

K: Лізин

L: Лейцин

M: Метіонін

N: Аспарагін

P: Пролін

Q: Глутамін

R: Аргінін

S: Серин

T: Треонін

V: Валін

W: Триптофан

Кодований геном білок за функціями належить до рецепторів, g-білокспряжених рецепторів, білків внутрішньоклітинного сигналінгу, фосфопротеїнів. 
Локалізований у клітинній мембрані, мембрані.